# Catedral de la Santísima Trinidad (Atenas)
La Catedral de la Santísima Trinidad o simplemente Catedral Greco-católica de Atenas (en griego: Καθεδρικός και Ενοριακός Ιερός Ελληνόρρυθμος Καθολικός Ναός Αγίας Τριάδος) es el nombre que recibe un edificio religioso afiliado a la Iglesia católica que sigue el rito bizantino o constantinopolitano y se encuentra ubicado en la ciudad de Atenas la capital del país europeo de Grecia. No debe confundirse con la catedral católica de rito latino una Basílica dedicada a San Dionisio Areopagita, ni con la catedral católica de rito armenio dedicada a San Gregorio el Iluminador.
Funciona como la sede del exarcado apostólico de Grecia (Exarchatus Apostolicus Graeciae) que fue creado el 11 de junio de 1932 por el entonces papa Pío XI.
Se encuentra bajo la responsabilidad pastoral del obispo Manuel Nin.